# Zapis gry
Zapis gry – plik zapisany w pamięci trwałej (najczęściej na dysku twardym, karcie pamięci lub w chmurze), w którym znajdują się informacje o postępie poczynionym w grze komputerowej. Powszechnie stosowane sposoby zapisu gry to quick save oraz check point. Pierwsza z wymienionych metod polega na tym, że to gracz decyduje, w którym momencie chce zapisać grę poprzez naciśnięcie klawisza odpowiedzialnego za zapisanie gry. Drugi ze sposobów polega na tym, że twórcy implementują w grze miejsca, od których gracz może rozpocząć rozgrywkę w razie niepowodzenia lub chęci powtórzenia danego etapu rozgrywki. Niektóre gry dają możliwość importowania zapisu z jednej gry do drugiej. Do gier, które dają taką możliwość, należą między innymi Dragon Age II, Mass Effect 2, Mass Effect 3, Wiedźmin 2: Zabójcy królów czy Wiedźmin 3: Dziki Gon.
Dawniej, gdy pamięć trwała nie była tak powszechnie stosowana w konsolach gier komputerowych, twórcy implementowali hasła odblokowujące kolejne etapy produkcji. Graczowi, który poczynił pewien postęp w grze (np. ukończył etap), wyświetlał się ciąg znaków, który należało zapisać lub zapamiętać. Przy kolejnym uruchomieniu gry gracz wprowadzał hasło, dzięki któremu nie musiał powtarzać ukończonych już etapów.

## Cross-save
Jest to rodzaj zapisu stanu gry, który umożliwia jej wznowienie na innej platformie. Sam termin został rozpowszechniony przez przedsiębiorstwo Sony. Gry wspierające międzyplatformową kontynuację rozgrywki umożliwiają np. jej rozpoczęcie na konsoli PlayStation 3 i kontynuowanie na PlayStation Vita (lub odwrotnie).